# 라크인
라크인들은 러시아 안의 다게스탄 공화국, 아제르바이잔에 거주하는 캅카스계 민족이다. 인구는 17만명이고, 라크어와 러시아어를 쓴다.